# Geranium leucanthum
Geranium leucanthum är en näveväxtart som beskrevs av August Heinrich Rudolf Grisebach. Geranium leucanthum ingår i släktet nävor, och familjen näveväxter. Inga underarter finns listade i Catalogue of Life.